# روبن هوراسیو گالتی
روبن هوراسیو گالتی (انگلیسی: Rubén Horacio Galletti؛ زادهٔ ۱۰ سپتامبر ۱۹۵۰) بازیکن فوتبال اهل آرژانتین است.
از باشگاه‌هایی که در آن بازی کرده‌است می‌توان به باشگاه فوتبال ریور پلاته، باشگاه فوتبال بوکا جونیورز، باشگاه فوتبال استودیانتس، باشگاه فوتبال اتلتیکو هوراکان، و باشگاه فوتبال آرژانتینوس جونیورز اشاره کرد.
وی همچنین در تیم ملی فوتبال آرژانتین بازی کرده‌است.